# 爱尔兰长老会
爱尔兰长老会（英語：Presbyterian Church in Ireland）是爱尔兰最大的长老会教派，北爱尔兰最大的新教教派。于1610年成立，源于苏格兰长老会。
爱尔兰长老会约有30万信徒，550个堂会，分布在北爱尔兰和爱尔兰共和国. 96%的信徒分布在北爱尔兰。它是爱尔兰共和国第二大新教教派，次于愛爾蘭聖公會。爱尔兰长老会在北爱尔兰是第一大新教教派，高于爱尔兰圣公会。
爱尔兰长老会总部设于贝尔法斯特。在贝尔法斯特还设有一所协和神学院（Union Theological College）。.
爱尔兰长老会曾开办信用社，2007年倒闭，大约一万名信徒的储蓄随之付诸东流。
爱尔兰长老会涉及教育，社会服务和在世界各地的传教活动（见爱尔兰长老会差会）
- 印度
- 中国东北（至1950年代）
- 中东
- 牙买加
- 非洲
- 印尼
- 尼泊尔
- 巴西

## 延伸阅读

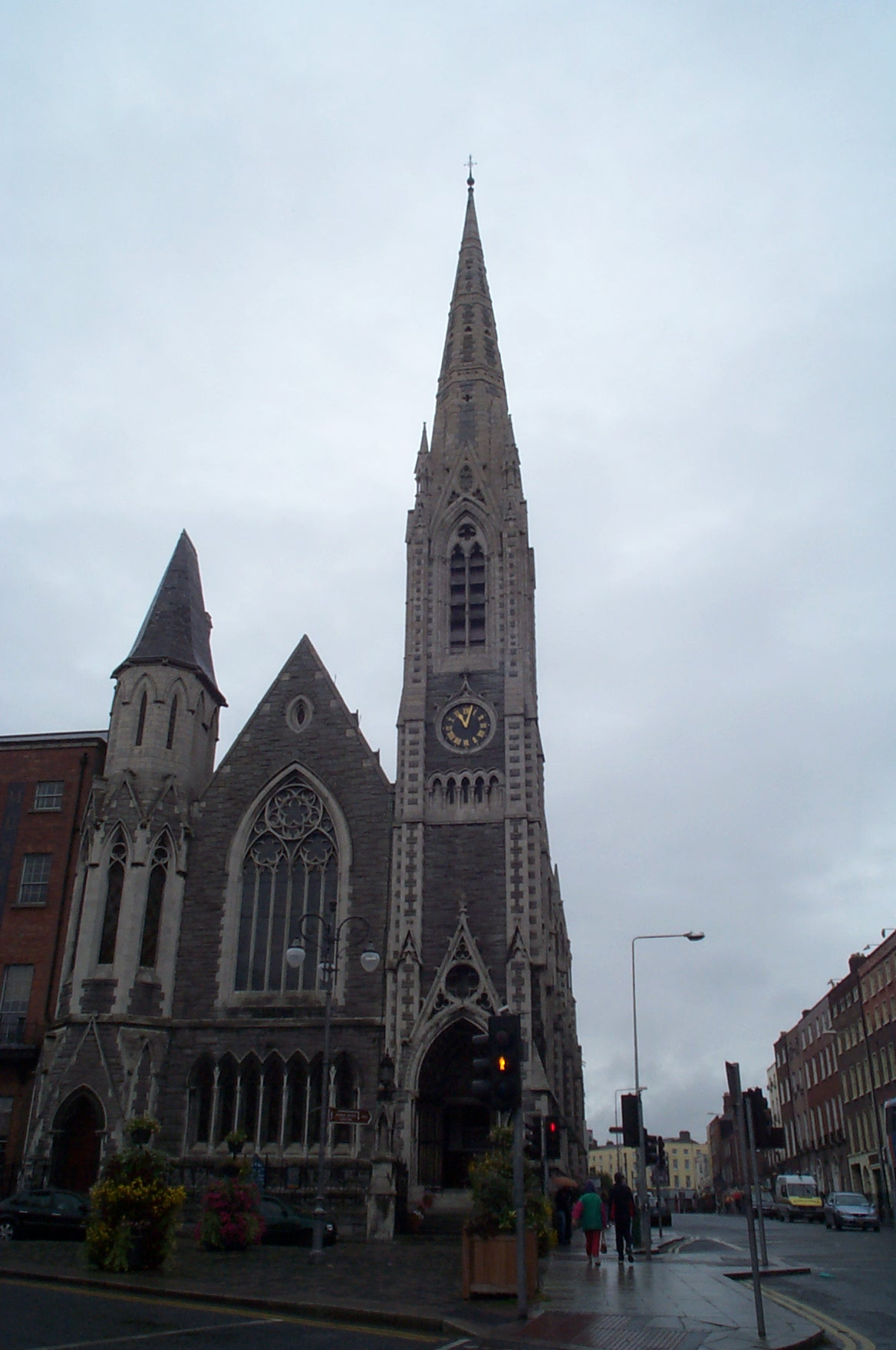
都柏林艾比長老會教堂

- Finlay Holmes The Presbyterian Church in Ireland: A Popular History. (Blackrock, Co. Dublin: The Columba Press, 2000) ISBN 1-85607-284-3
- Laurence Kirkpatrick Presbyterians in Ireland: An Illustrated History. (Holywood, Co. Down: Booklink, 2006) ISBN 0955409713
- Ian McBride,Scripture Politics: Ulster Presbyterians and Irish Radicalism in the Late Eighteenth Century, (Oxford: Calrendon Press, 1998) ISBN 0198206429